# 雷克瑟姆火车总站
雷克瑟姆火车总站（英語：Wrexham General railway station）是英国威尔士东北部城市雷克斯漢姆的两座主要火车站之一，另一座是雷克瑟姆中央车站。该站现由威尔士铁路公司管理，停靠列车多数属于威尔士铁路公司，但也有阿凡提西海岸通往倫敦尤斯頓車站的列车。雷克瑟姆火车总站第一代站房启用于1846年，后改属大西部鐵路，并由大西部鐵路于1912年建设第二代站房。雷克瑟姆火车总站是雷克瑟姆郡自治市的主要城际铁路交通枢纽，2006—2007年度承担了雷克瑟姆郡自治市78%的城际铁路客流。该站同时是北威尔士的主要城际铁路枢纽。车站股道大致呈南北走向。
今雷克瑟姆火车总站供Borderlands line使用的4站台，曾是一座独立的火车站——雷克瑟姆交换站，雷克瑟姆交换站1981年并入雷克瑟姆火车总站。

## 历史

### 第一代车站至20世纪
1846年蒸汽铁路时代，雷克斯漢姆第一条铁路是由当地知名商人亨利·罗伯逊出资修建的北威尔士矿业铁路，该人在泥山村还拥有钢铁厂。
雷克瑟姆火车总站先后拥有过两代车站，两代车站的位置并无变化。第一代车站是由什鲁斯伯里和切斯特铁路建设的带有荷兰式山墙的雅各布式建築，总设计师是雷克斯漢姆建筑师托马斯·彭森（Thomas Penson）先生，这位建筑师还设计了什魯斯伯里站和戈博溫站两座火车站。雷克瑟姆火车总站刚建成之时，周边还是雷克瑟姆城区的边缘，当时的雷克瑟姆是重工业城镇，所拥有的一批煤矿和钢铁厂吸引着铁路公司。

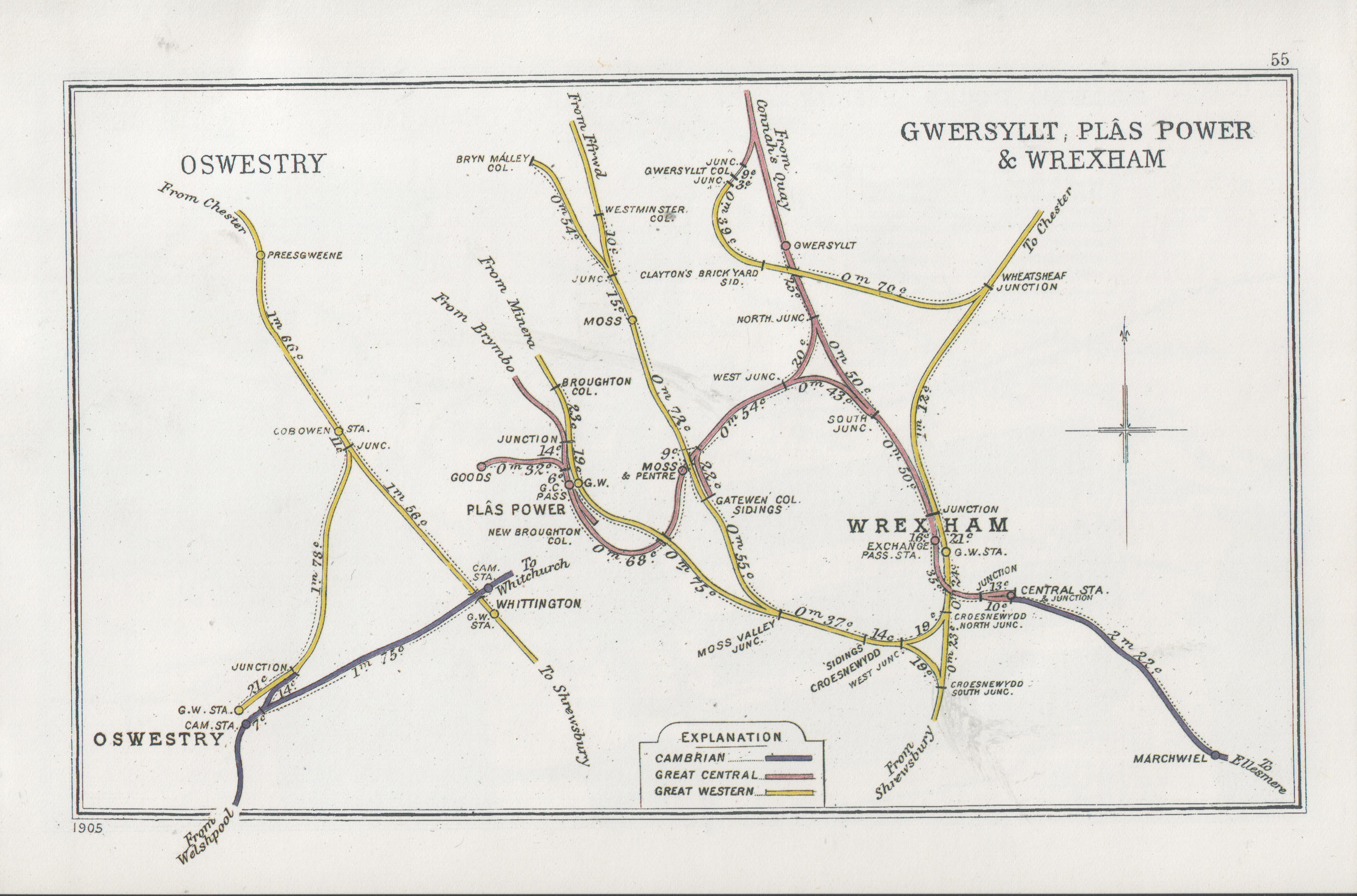
英國鐵路結算所1905年出版的奧斯沃斯特里、格伍尔斯特、Plas Power和雷克斯漢姆铁路线路图

第二代车站建成于1912年，由新运营单位大西部鐵路建设，目的在于应对更大的铁路交通流量。第二代车站使用大西部铁路标准的法式建筑风格，屋顶塔楼上拥有华丽的装饰。雷克瑟姆火车总站的独特之处在于从第一代站房到第二代站房均使用石头外墙，而不是常见的红砖外墙。雷克瑟姆火车总站通往肖顿的钢厂铁路和通往彻克中密度纖維板工厂的木材运输铁路在20世纪60年代的比欽大斧中得以幸存。
1997年4月24日，一列空运煤火车中的一节车厢在雷克瑟姆火车总站附近的平交道口出轨。事故列车继续行驶了1英里进入雷克瑟姆火车总站，出轨车厢损坏了雷克瑟姆火车总站的站台和雨棚。 这使得车站进行了大修，包括重修雨棚、重修全部站台站台、清洗黑色砂岩建筑。此次翻建并未翻修已于20世纪70年代停用的港湾式站台，其仍保留了20世纪70年代的照明，直至威爾斯議會2008年对其进行翻新。
在1967年及以前，雷克瑟姆火车总站还拥有大西部鐵路及后来的英国铁路西部运营的通往伦敦帕丁顿车站和伯肯黑德伍德赛德站的快速列车，在西海岸主線完成电气化改造时停运。

### 近年来发展

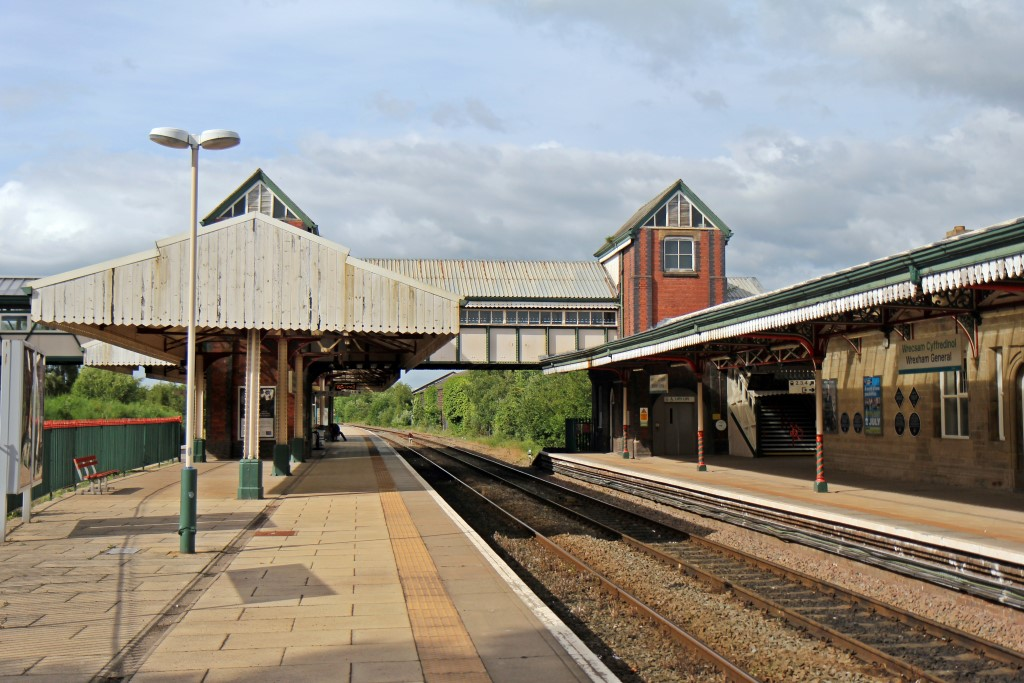
2014年6月11日从二站台拍摄的车站新天桥，可以看出拥有无障碍电梯的现代化车站新天桥和车站本身风格十分协调。

雷克瑟姆火车总站近些年得以复兴，并增加了更多车次。2005年起，该站成为了由威尔士铁路公司运营的每两小时一班的加的夫至霍利希德列车的中途站（该列车服务初始运营商为阿瑞瓦威爾斯鐵路，其中部分车次还会继续行至拉內利）。每两小时一班前往伯明翰新街车站的列车也延至伯明翰国际车站和霍利希德站。 
2008年4月，时任威尔士副首席部长愛恩·維恩·瓊斯宣布英國鐵路網公司在雷克瑟姆的车厂启用。并计划翻修雷克瑟姆火车总站两座列车可从南侧进出的港湾式站台，用于过夜列车停放；外加计划建立一座工作人员休息站。这一项目和雷克瑟姆、什罗普郡和马里波恩铁路有限公司开通雷克瑟姆火车总站至伦敦的列车时间重合，这间公司开往伦敦马里波恩车站的列车使用雷克瑟姆火车总站上述设施直至2011年1月停运。
2009年2月起，车站闲置办公区改作咖啡馆。2011年6月，4站台无障碍设施开始施工。之前的3站台和4站台间人行天桥拆除，以便建设新人行天桥，新人行天桥在4站台设有电梯。这也就使得轮椅人士进出4站台无需绕行跨线桥坡道。新车站人行天桥是一座现代化的车站人行天桥，但和车站原有风格十分协调。
2012年3月20日，有关部门宣布连接南北威尔士经雷克斯漢姆的铁路将进行升级工程，计划投资4600万英镑。其中包括恢复雷克瑟姆至切斯特间的复线铁路，并将该路段的限速提升至90英里/小时（145千米/小时）。这将提升雷克瑟姆至切斯特间的铁路交通效率，甚至于继续前往包括伦敦在内的其它目的地的列车运行效率也会有所提升。一份报告建议将第一奔寧特快赫爾百麗宮轉運站至曼徹斯特皮卡迪利站的列车延线至雷克瑟姆（经切斯特），这将使得雷克瑟姆至曼彻斯特、利兹、赫尔河畔金斯敦之间拥有直通列车。其它提议还包括将每小时一班的切斯特至克鲁的列车南端终点延至雷克瑟姆，北端终点延至曼彻斯特（经曼彻斯特机场）。  尽管相关工程已于2017年4月竣工，但进一步的发展需要至少等到2017年底。
2019年5月，威尔士铁路公司宣布计划在高峰时段增加利物浦莱姆街站经切斯特站和行走霍尔顿弯道的车次。

## 布局

### 布局概述

车站平面图（非严格按照上北下南左西右东）

雷克瑟姆火车总站拥有4座使用中站台，分别是1站台、2站台、3站台、4站台。1站台旁边的港湾式站台现已停用，1站台和2站台主要用于行走于切斯特站至什魯斯伯里站的铁路上的列车，3站台和2站台实际上是一座岛式站台的两个半站台。4站台和5站台曾是单独的一座火车站——雷克瑟姆交换站，雷克瑟姆交换站1981年并入雷克瑟姆火车总站，雷克瑟姆交换站曾是埃爾斯米爾到比斯顿铁路线的中途站（现在是连接雷克瑟姆和比斯顿的边界铁路）。 5站台位于4站台对面，现已停用，2008年时改为内部职工停车场。

现已停用的雷克瑟姆火车总站5站台
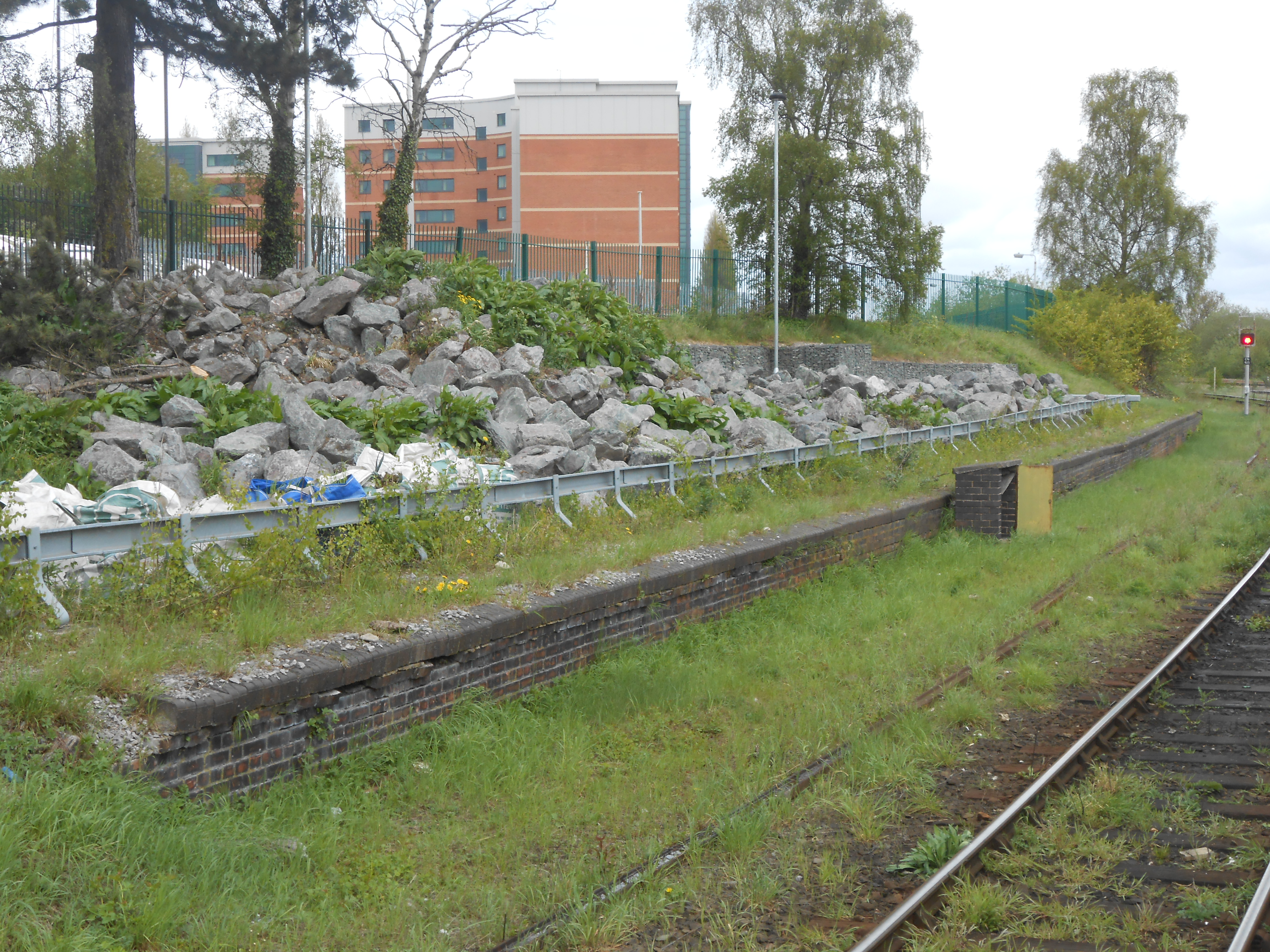
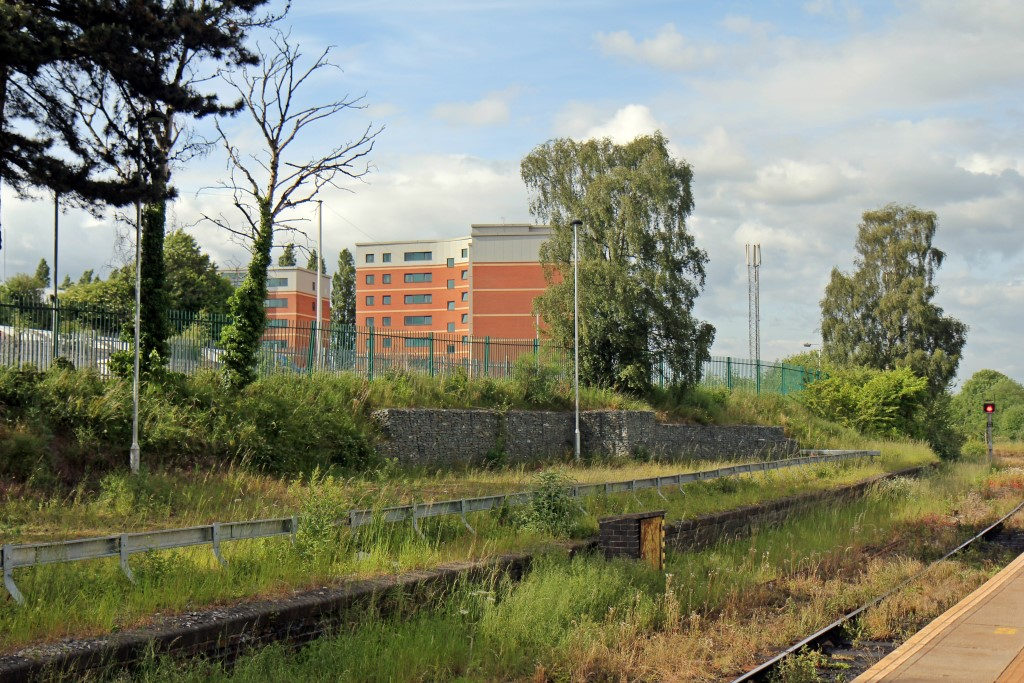
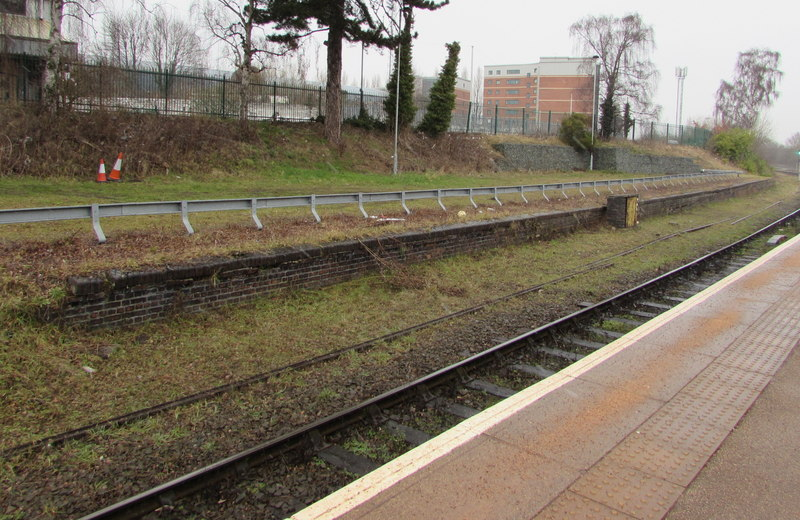

### 港湾式站台（已停用）
- 港湾式站台位于1站台旁边，20世纪70年代停用至今，20世纪60年代及以前用于停靠经鲁阿本—巴尔茅斯铁路（英语：Ruabon–Barmouth line）到巴尔茅斯站（英语：Barmouth railway station）的列车。

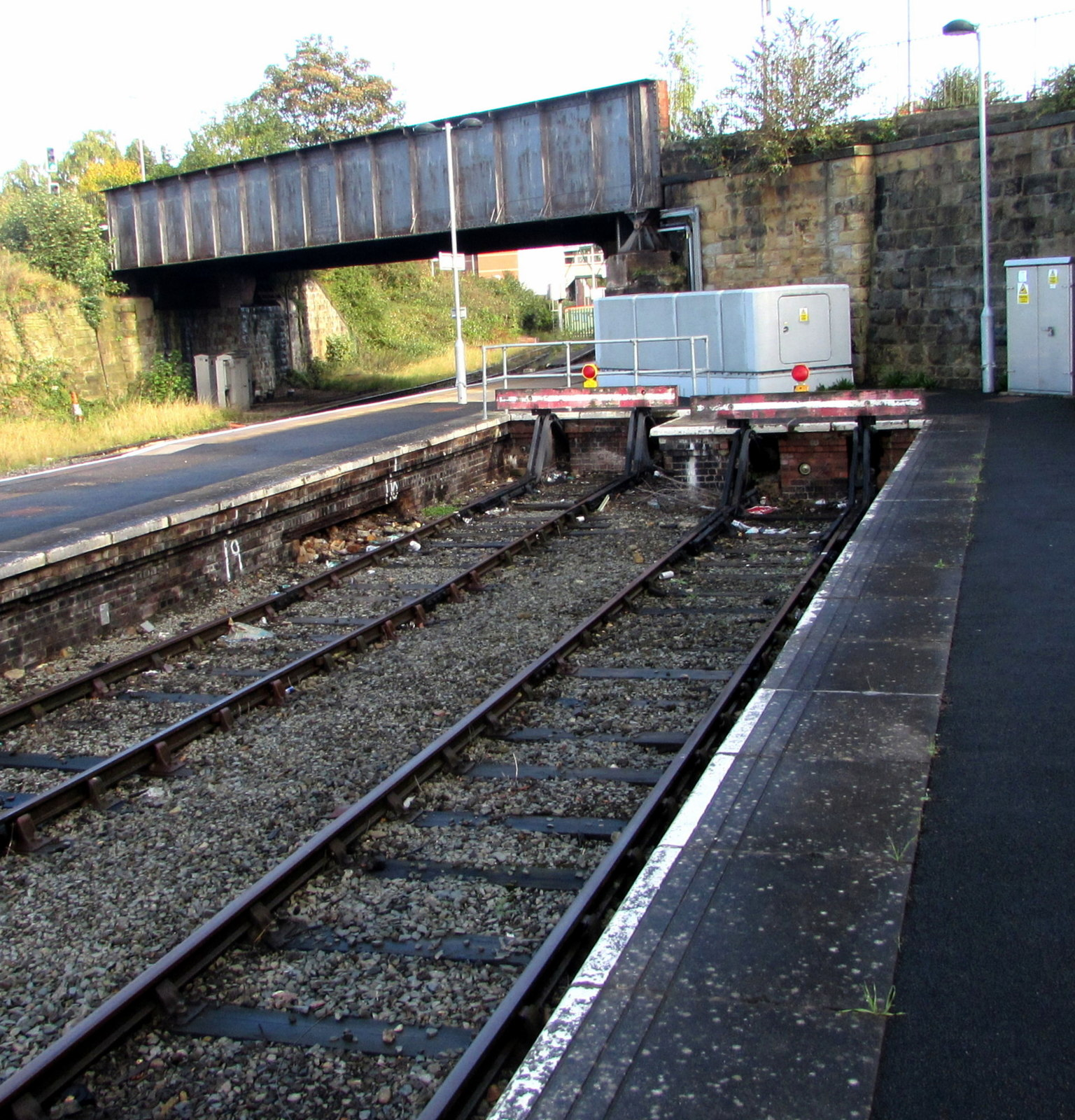
现已停用的港湾式站台，照片拍摄于2019年10月12日
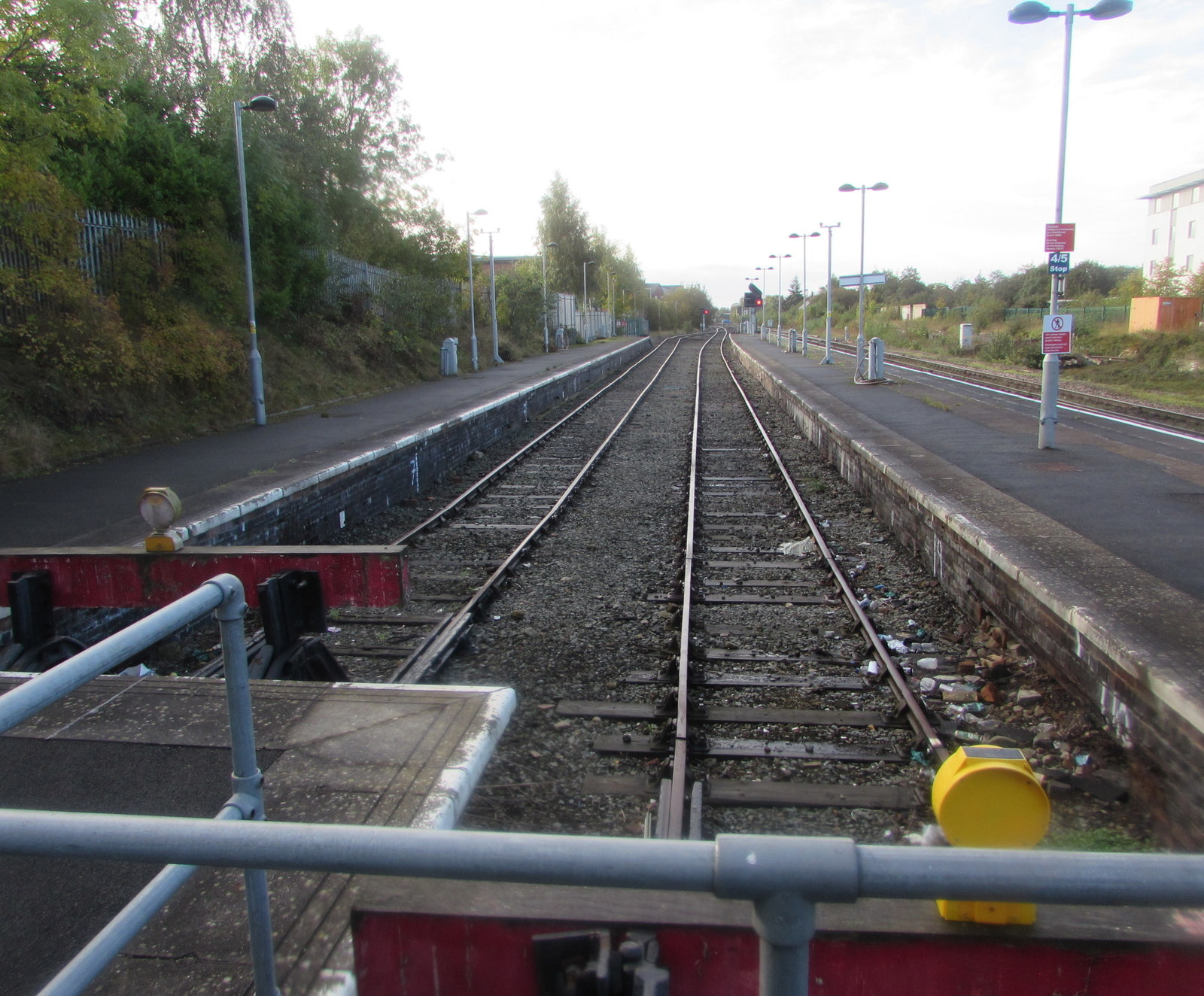
现已停用的港湾式站台，照片拍摄于2019年10月12日

### 1站台
- 1站台能够停入10节编组的列车[9]， 用于南行前往什魯斯伯里站并继续经特尔福德中央车站（英语：Telford Central railway station）或加迪夫中央車站前往伯明翰国际车站（英语：Birmingham International railway station）由威尔士铁路公司（英语：Transport for Wales Rail）运营的长途城际旅客列车，以及用于切斯特站和伦敦尤斯顿车站到雷克瑟姆火车总站的列车。因信号系统限制，1站台对应股道上的列车不能向北行驶。

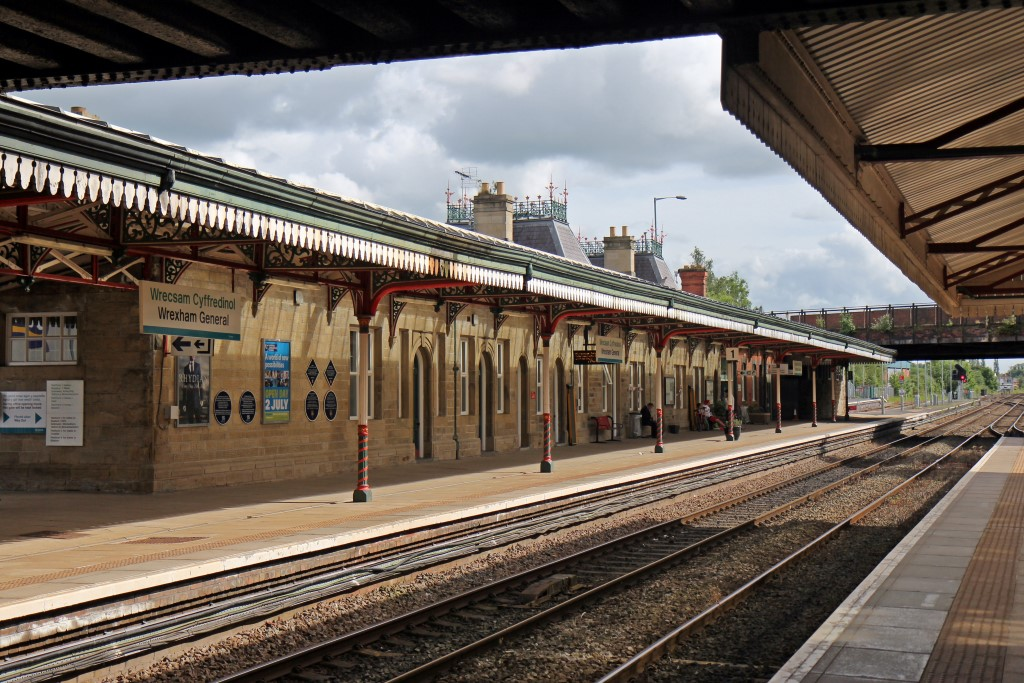
站在二站台拍摄的一站台照片

### 2站台
- 2站台能够停入10节编组的列车[9]， 用于班次频密的北行城际列车[註 1]和区域列车。包括由威尔士铁路公司（英语：Transport for Wales Rail）运营的切斯特站并可继续经北威爾斯海岸線前往霍利希德站（英语：Holyhead railway station），以及同样由威尔士铁路公司（英语：Transport for Wales Rail）运营的经切斯特、朗科恩前往曼徹斯特皮卡迪利站的列车。还有阿凡提西海岸运营的经切斯特站、克鲁站到达伦敦尤斯顿车站的城际列车。因信号系统限制，2站台对应股道上的列车不能向南行驶。

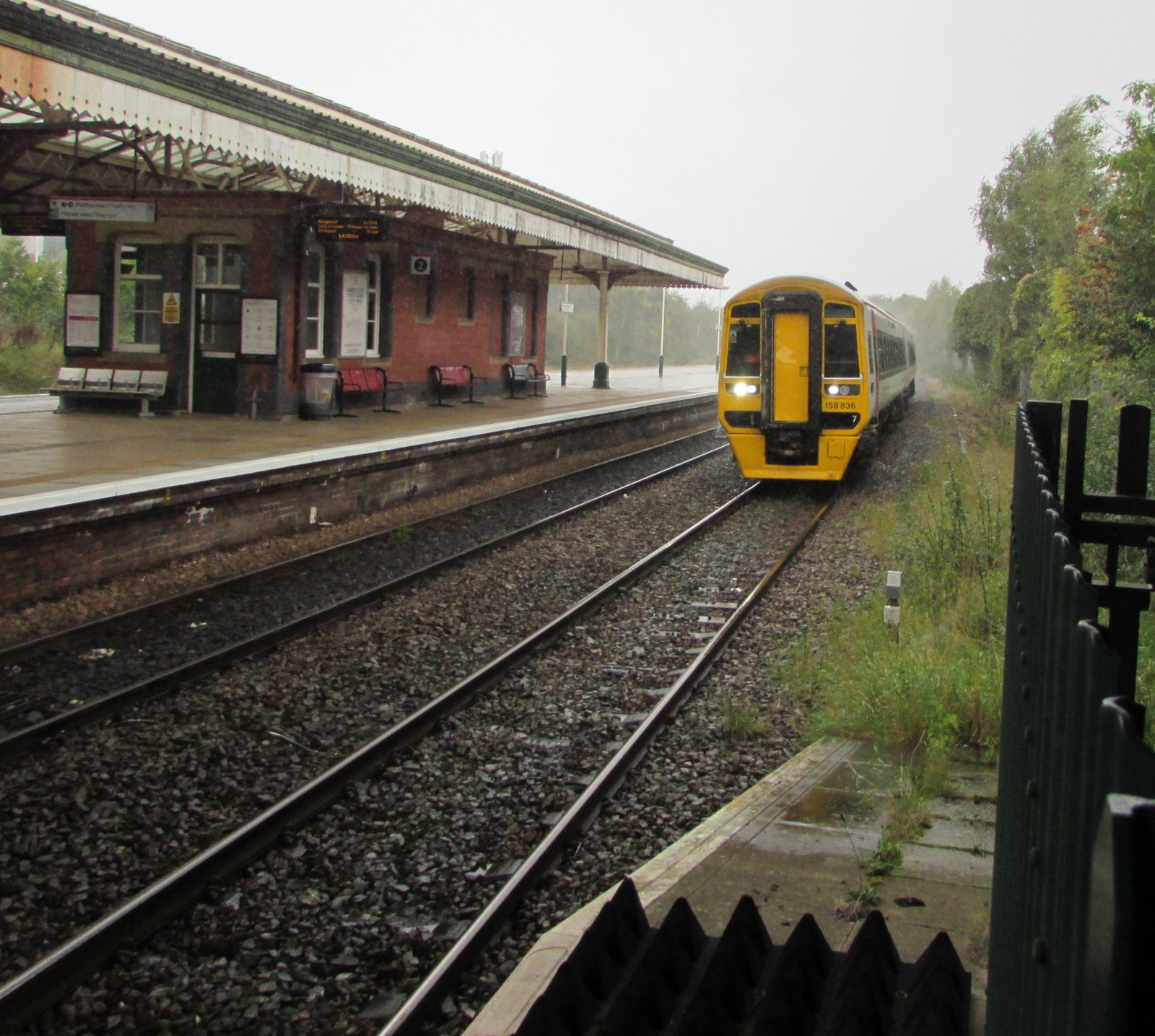
二站台

### 3站台
- 3站台能够停入7节编组的列车。[9] 曾用于雷克瑟姆、什罗普郡和马里波恩铁路有限公司（英语：Wrexham & Shropshire）班次频密的经什鲁斯伯里站、特尔福德中央车站（英语：Telford Central railway station）前往伦敦马里波恩站的列车，雷克瑟姆、什罗普郡和马里波恩铁路有限公司（英语：Wrexham & Shropshire）已于2011年1月结业。现在的3站台用于少量行走边界铁路（英语：Borderlands line）的旅客列车（通常每天首班为北行列车，每天末班为南行列车），以及雷克瑟姆至什鲁斯伯里的旅客列车，还有什鲁斯伯里—切斯特铁路（英语：Shrewsbury-Chester line）货运列车和边界铁路（英语：Borderlands line）货运列车。3站台的信号同时允许列车向南开往什鲁斯伯里方向及向北开往比斯顿（英语：比斯顿）方向，尽管什鲁斯伯里和比斯顿（英语：比斯顿）之间双向均无直通列车，而是用于这两个方向列车的始发终到业务。

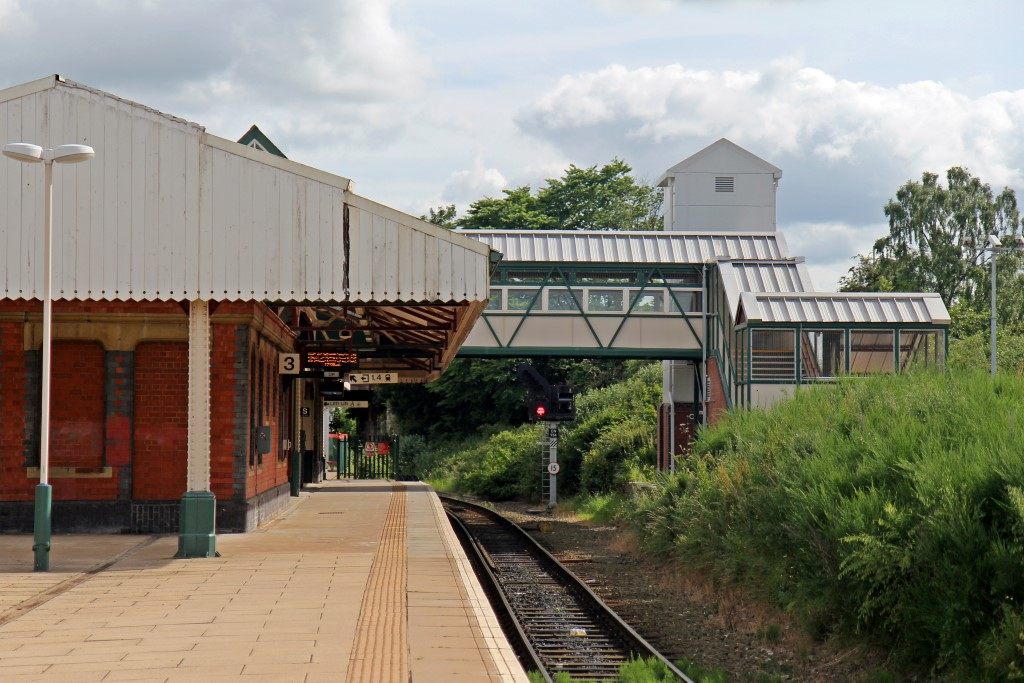
三站台

### 4站台
- 4站台和其它使用中站台相对独立，曾是独立的火车站雷克瑟姆交换站，用于班次频密的支线铁路旅客列车，向北可达比斯顿站（英语：Bidston railway station），向南可达雷克瑟姆中央车站，这些列车的运营单位是威尔士铁路公司（英语：Transport for Wales Rail）。4站台的信号同时允许列车向南及向北行驶。

雷克瑟姆火车总站四站台
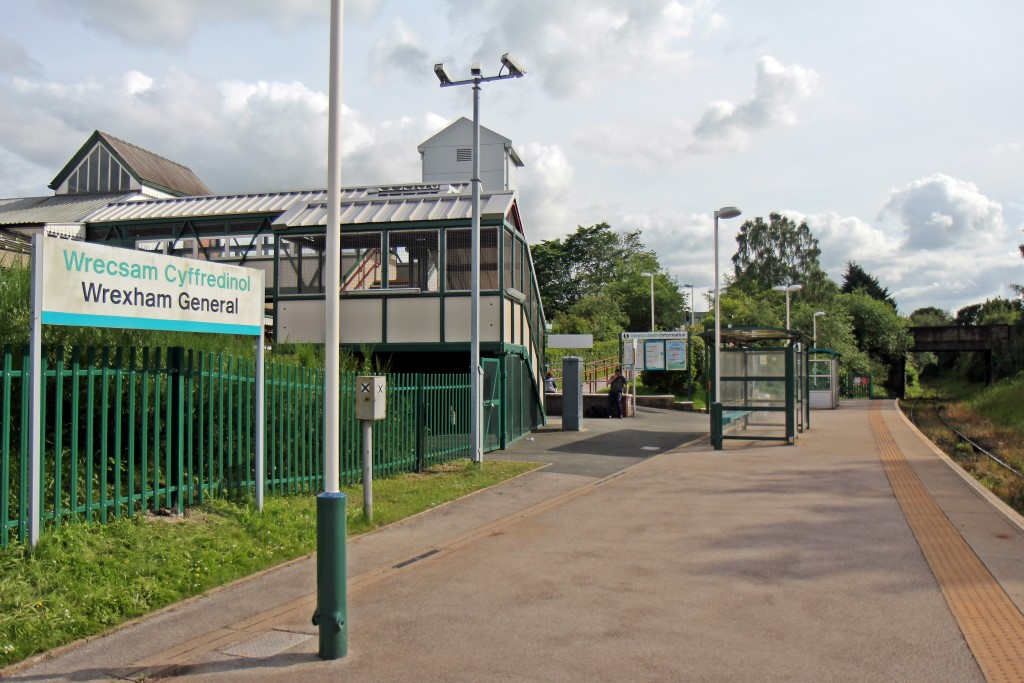
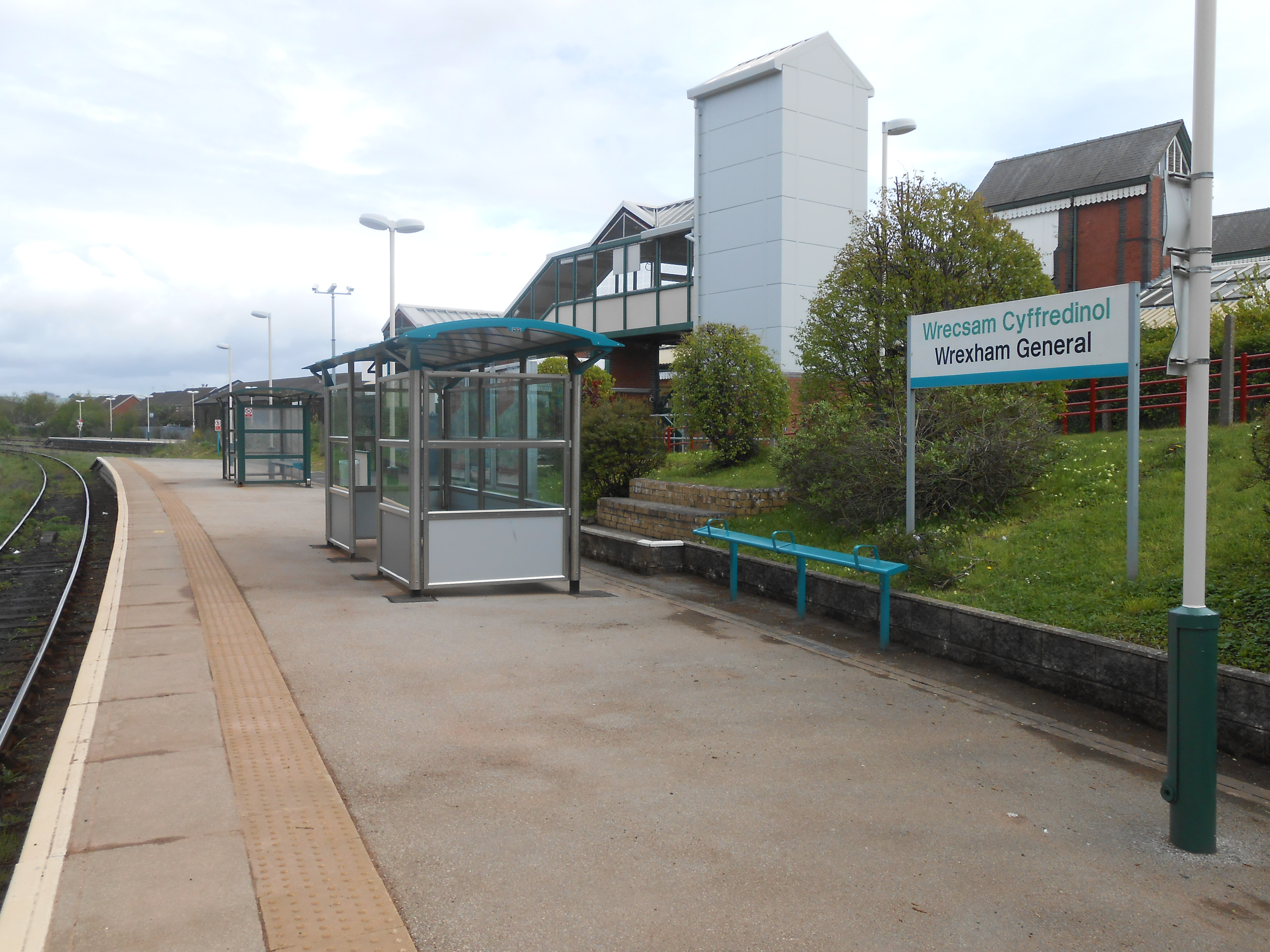
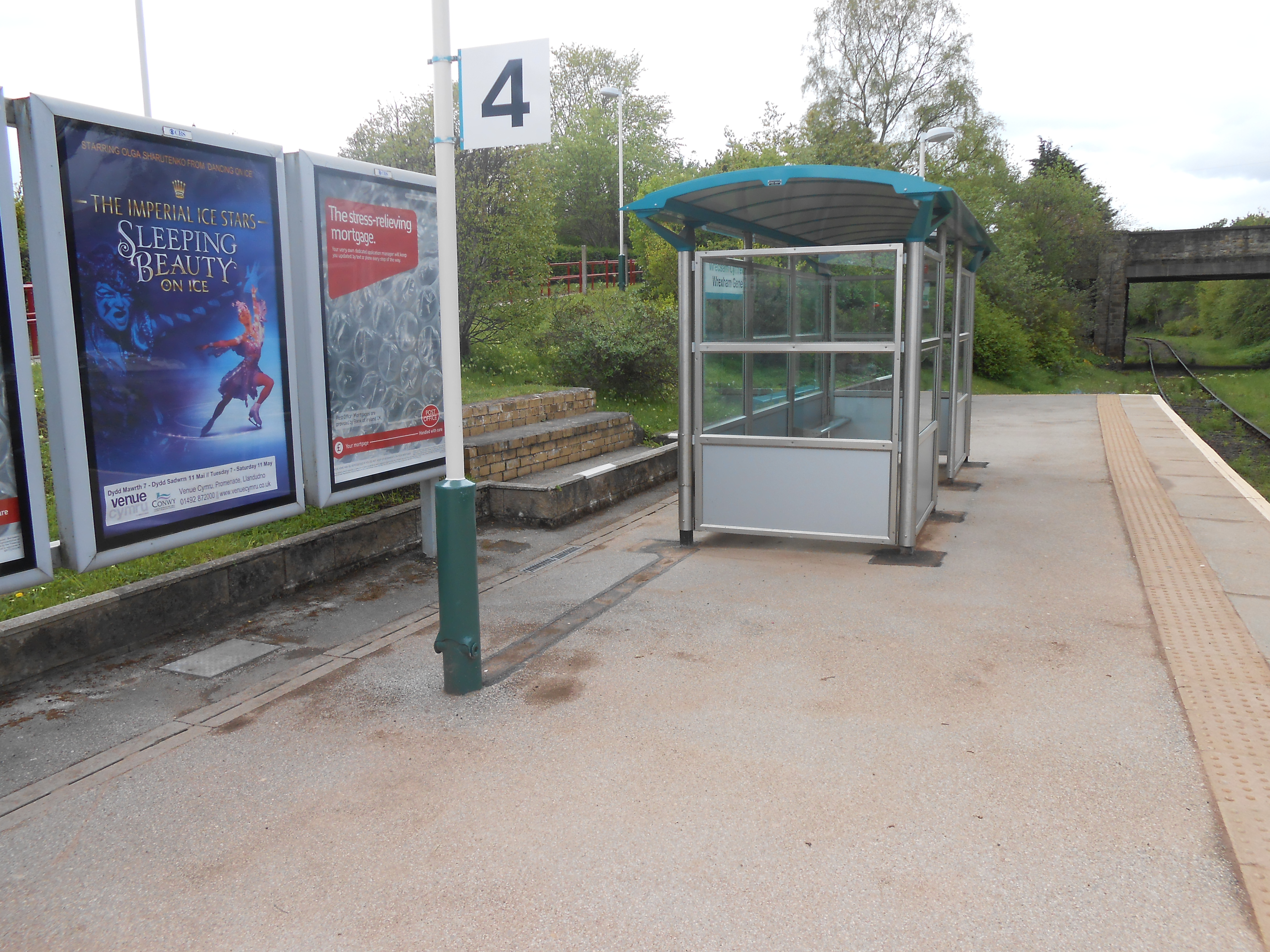

## 雷克瑟姆交换站
雷克瑟姆交换站（英文全称：Wrexham Exchange railway station，英文简称：Wrexham Exchange）现已与雷克瑟姆火车总站合并，成为雷克瑟姆火车总站4站台。雷克瑟姆交换站启用于1866年5月，位于雷克瑟姆火车总站旁边，但合并前是独立火车站，1981年并入雷克瑟姆火车总站。

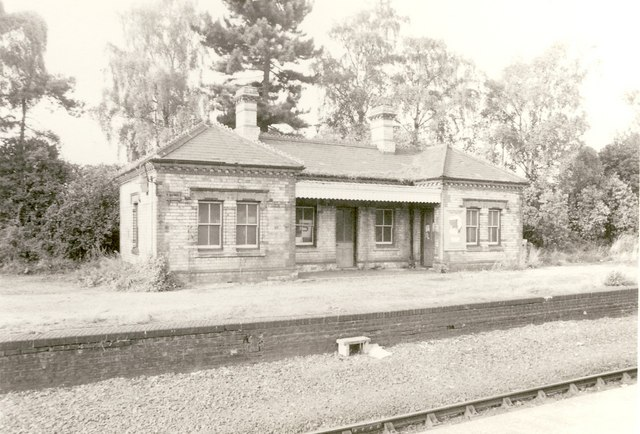
雷克瑟姆交换站主站房，1977年拍摄

## 扩展阅读
- Hendry, R. Preston; Hendry, R. Powell. . Oxford Publishing Company. 1992: 114–115. ISBN 9780860934424. OCLC 877729237.
- Mitchell, Vic; Smith, Keith.  [什鲁斯伯里至切斯特]. Middleton Press. 2010. figs. 77-90. ISBN 9781906008703. OCLC 495274299 （英语）.

## 外部連結
- Chester to Shrewsbury Rail Partnership 的存檔，存档日期2009-10-21.